# Smajlovići
Smajlovići är en ort i Bosnien och Hercegovina.   Den ligger i entiteten Federationen Bosnien och Hercegovina, i den centrala delen av landet, 30 km väster om huvudstaden Sarajevo. Smajlovići ligger 633 meter över havet och antalet invånare är 113.
Terrängen runt Smajlovići är kuperad. Närmaste större samhälle är Visoko, 15,6 km öster om Smajlovići.
Omgivningarna runt Smajlovići är en mosaik av jordbruksmark och naturlig växtlighet. Runt Smajlovići är det ganska tätbefolkat, med 93 invånare per kvadratkilometer.